# Lyponia patruelis
Lyponia patruelis là một loài bọ cánh cứng trong họ Lycidae. Loài này được Kleine miêu tả khoa học năm 1939.